# Rafael Estrany i Ros
Rafael Estrany i Ros (Mataró, 14 d'octubre de 1884 - Barcelona, 17 de gener de 1958) fou un artista polifacètic amb una obra molt vasta de variades tècniques, integrada per aiguaforts, olis, aquarel·les i dibuixos.

## Biografia
Els primers estudis artístics d'Estrany foren a l'escola d'Arts i Oficis de Mataró amb Josep Vinardell, els continuà a l'Acadèmia Baixas de Barcelona, on va conèixer a Joaquim Torres-Garcia i a Ismael Smith. Posteriorment, va continuar els estudis a l'Académie Julien de París i a Bèlgica, on coneixeria James Ensor, de qui rebria profitoses ensenyances.
Rafael Estrany, en la seva activitat artística, presentà més de 60 exposicions individuals, participà en col·lectives nacionals i internacionals a Mèxic, Panamà, Paris (Salon d'Automne)], Roma i itinerants a museus dels Estats Units d'Amèrica, Roma, Berlín, Viena, Londres, Venècia, Madrid.
Guardonat en nombroses exposicions nacionals de Madrid i a Catalunya, a la Reial Acadèmia de Belles Arts de Sant Jordi, per l'Agrupació d'Aquarel·listes de Catalunya i internacionals de Mèxic, i Panamà. El 1915 va obtenir una beca de la Dirección General de Bellas Artes de l'Estat.
Durant la Guerra Civil realitzà, junt amb Francesc Bas i Felix Clariana, una ingent tasca de salvament del patrimoni artístic, amb un total de més d'11 mil objectes a Mataró i a 14 poblacions del Maresme. Concretament a Llavaneres el febrer del 1937, després de discussió amb el Comitè revolucionari, salvaren 14 pintures d'un retaule de l'Església, de l'Ajuntament, un quadre de Lluís Masriera titulat Regina Pacis. El desembre del 1937 de l'Ajuntament salva una creu gòtica de plata i diversos objectes religiosos d'orfebreria. De Can Catà, diversos objectes. Acabada la guerra impulsà la creació del Museu Municipal de Mataró, inaugurat el 1942, i del que en fou director.
Fou director de l'Escola Municipal d'Arts i oficis i presidí diverses entitats mataronines, com la Societat Artístico i Literària, Associació de la Música, Orfeó Mataroní, realitzant una important tasca com a agent cultural. En la seva activitat docent procurà orientar l'alumne segons les tendències i personalitat del mateix alumne.
Víctima d'accident de trànsit, atropellat per una moto davant l'estació de França (Barcelona), morí a Barcelona el 1958. Fou enterrat al cementiri de Mataró.

## Exposicions
- 1955: III Biennal Hispano-Americana
- Més de 60 exposicions individuals i col·lectives nacionals i internacionals a Mèxic, Panamà, París (Salon d'Automne), Roma i itinerants a museus dels Estats Units d'Amèrica, Roma, Berlín, Viena, Londres, Venècia, Madrid, Barcelona i Mataró.

## Premis nacionals i internacionals
- 1910: Medalla de bronze a l'Exposició Internacional de Mèxic per l'obra Vagose Gitane
- 1913: Medalla de 3a classe a l'"Exposición Nacional de Bellas Artes de Madrid".
- 1915: Medalla de 3a classe a l'"Exposición Nacional de Bellas Artes de Madrid".
- 1916: Premiat amb medalla d'or per l'Acadèmia de Belles Arts de Sant Jordi de Barcelona a l'aiguafort "VOLTANTS D'ARGENTONA".
- 1917:És guardonat amb medalla d'or a l'"Exposición Internacional de Bellas Artes de Panamá" pel seu aiguafort "TARDOR, ARGENTONA".
- 1920: Participa en l'"Exposición Nacional de Bellas Artes de Madrid" i és guardonat amb segona medalla per un conjunt de cinc aiguaforts.
- 1930: L'aquarel·la "BALLMANETES" assoleix el Premi d'Honor i Primer Premi de l'Agrupació d'Aquarel·listes de Catalunya
- 1933: És guardonat amb el segon premi al Concurs Nacional d'Aquarel·listes per la seva obra "UN MATÍ A BERNA"
- 1942: Diploma de segona classe a l'Exposició Nacional de Belles Arts de Barcelona, per la seva obra "MATERNITAT"
- 1951: Concessió de la "Medalla Manuel Risques" de l'Agrupació d'Aquarel·listes de Catalunya per la seva aquarel·la "MAGDALENA".

## Reconeixements i Homenatges
- 1957: Homenatge institucional de l'Ajuntament de Mataró. Parlament de Pere Pascual i Clopés "Crítica oral de l'obra de Rafael Estrany".